# Društvo sveudiljnog klanjanja Presvetom oltarskom Sakramentu
Društvo sveudiljnog klanjanja Presvetom oltarskom Sakramentu  (POS) je katolička udruga.

## Povijest
Osnovano je 1867. u Zagrebu. Pravila ovog društva odobrio je kardinal nadbiskup Juraj Haulik 20. siječnja 1867. godine. Uzor prema kojem je ustanovljeno ovo društvo bijahu bečko Društvo sveudiljnog klanjanja osnovano 1858. i još jedno starije, slično društvo iz Belgije, utemeljiteljice grofice Anne de Meeus, osnovano 1848. godine.
Sjedište mu je bilo u Zagrebu, u Frankopanskoj 17, u samostanu sestara milosrdnica.
Pokrovitelji su bili zagrebački biskupi i nadbiskupi.
Kroz povijest društvom su predsjedavale žene, uglednice zagrebačkog javnog života. Prve su bile bile grofica Jelisava Drašković (potpredsjednica je bila supruga hrvatskog preporoditelja Ivana Kukuljevića Sakcinskog) Kornelija Kukuljević Sakcinski. U upravi i članstvu društva uglavnom su ble žene, ali bilo je i muškaraca. 
8. svibnja 1945. po naređenju biskupa J. Lacha prekinuta je adoracija u kapelici. Obnovljena je tri mjeseca poslije, 14. kolovoza 1945. godine. Tako je bilo do 26. listopada 1945., kad je došao vrlo mali broj članova Društva, a sljedećeg dana Križarice nisu došle. To je odražavalo jugokomunističko strahovlađe i progon katoličanstva. Uskoro su jugokomunističke vlasti zabranile i djelovanje Društva sveudiljnog klanjanja. Župnik se nastavio skrbiti za kapelu. Dvije godine poslije, 1. rujna 1947., skrb o kapeli i klanjanju preuzele su Sestre od Pohođenja Marijina koje su došle iz Slovenije.
Društvu do danas nije obnovljen rad.

## Svrha
Svrha ovog društva jest duboko vjerska i karitativna. Vjerska svrha jest klanjanje presvetom oltarskom Otajstvu, pri čemu POS nastoji promicati štovanje presvetog Otajstva. Članovi Društva nastoje:
- osobno upoznati Isusa Krista
- zavoljeti ga
- klanjati mu se
- zadovoljiti za svakodnevno mu nanesene uvrjede

Klanjanje nikada ne prestaje, jer je raspored klanjanja unaprijed određen, a članovi se drže te satnice. 
Karitativna svrha jest ta što milodariima potpomaže siromašne crkve, u ratu stradale crkve, da bi mogle nabaviti misno ruho i ina sredstva koje se rabi pri Svetoj misi i bogoslužju. Time članstvo društva (mahom katolkinje) sudjeluju u prikazivanju euharistijske žrtve.

## Kapela Corpus Domini
Ovo je dugo vremena bila jedina crkva u Hrvatskoj u kojoj se klanjanje euharistijskom Spasitelju (adoracija) obavlja cijelog dana, što je čini svetištem vječnog klanjanja i svetištem Euharistije.
Ova je kapela podignuta je na ondašnjoj zagrebačkoj periferiji, u Mošćeničkoj ulici na Trešnjevci. Nalazi se u sklopu Doma Božje Providnosti koje je ovo društvo desetljećima bilo planiralo podići, s time da u Domu bude i kapela posvećena euharistijskom Spasitelju. Dobročiniteljica koja je financirala izgradnju ove skupe kapela bila je Zora Vasić, najveća dobročiniteljica svim katoličkim ustanovama u zemlji. Zemljište za gradnju poklonio je Grad Zagreb. 
Sredinom ožujka 1939. blagoslovio ju je biskup Josip Lach. Konačno je sagrađena 1941. godine. Dom u kojem je sagrađena bio je mjestom smještaja djevojaka koje su pohađale obrtničke škole a dopodne u dvorištu je bio oratorij za djevojčice. Stilski, kapela je napravljena po benediktinskoj školi sakralne umjetnosti iz Beurona koja je bila poznata u ono vrijeme.
Namjena ove kapele bila je biti duhovnim središtem ženskoj mladeži na Trešnjevci. Pripada župi sv. Marka Krizina (Križevčana. Prigoda kojom je sagrađena ova kapela je 13 stoljeća od pokrštenja hrvatskog naroda. Posvetio ju je biskup Josip Lach 20. srpnja 1941. Poslanje ove kapele je sveudiljno klanjanje ili trajno dnevno klanjanje (adoracija), a prema zamisli bl. Alojzija Stepinca iz 1943. godine. Prvu je adoraciju u ovoj kapeli započeo nadbiskup Alojzije Stepinac 1. listopada 1943. godine.
Godine poslije drugog svjetskog rata bile su vrlo opasne za katoličanstvo. S obzirom na brojne smaknute nedužne svećenike i opljačkane crkve, bilo je vrlo izvjesna opasnost da bi kapela mogla biti srušena ili sasma uklonjena. Da bi to nekako onemogućio, za ovu se kapelu posebno angažirao duhovnik ovog Društva, biskup Josip Lach. Kapelu je povjerio sestrama Pohoda Marijina. Njihovim trudom te zalaganjem upravitelja kapele, kapela je opstala.
Danas je rektor ove kapele vlč. Pavao Crnjac.